# Unione Sportiva Grosseto Football Club 2014-2015
Questa voce raccoglie le informazioni riguardanti l'Unione Sportiva Grosseto Football Club nelle competizioni ufficiali della stagione 2014-2015.

## Stagione
Nella stagione 2014-2015 il Grosseto è stato iscritto al campionato di Lega Pro ed ha militato nel Girone B. In attesa di conoscere le intenzioni del presidente toscano riguardo alla cessione della società vengono nominati allenatori Giacomo Russo e Roberto Picardi. Il 25 agosto viene ufficializzato l'arrivo di Massimo Silva sulla panchina biancorossa.
Il Coppa Italia Lega Pro 2014-2015 la squadra viene eliminata nella fase gironi dopo due sconfitte con il Tuttocuoio e la Lupa Roma.
Durante il campionato, la procura federale, su segnalazione della Co.Vi.Soc., ha deferito la squadra in quanto la dirigenza non ha depositato la fideiussione bancaria a prima richiesta di 600.000 euro come previsto dalla normativa. Nel mese di novembre le inadempienze sono state punite con la penalizzazione di un punto in classifica.
A conclusione del campionato la squadra si è classificata all'undicesimo posto con 46 punti. Tuttavia il club non è stato in grado di iscriversi alla Lega Pro 2015-2016 a causa del fallimento della società, poi rifondata in Serie D.

## Divise e sponsor
| 1ª divisa | 2ª divisa | 3ª divisa |

## Rosa
| N. |                      | Ruolo | Calciatore                    |
| -- | -------------------- | ----- | ----------------------------- |
|    | Italia (bandiera)    | P     | Davide Grossi                 |
|    | Italia (bandiera)    | P     | Alessandro Berardi            |
|    | Italia (bandiera)    | P     | Roberto Pini                  |
|    | Italia (bandiera)    | P     | Paolo Baiocco                 |
|    | Italia (bandiera)    | P     | Michele Mangiapelo            |
|    | Italia (bandiera)    | D     | Giovanni Formiconi (capitano) |
|    | Italia (bandiera)    | D     | Davide Biraschi               |
|    | Italia (bandiera)    | D     | Daniele Paparusso             |
|    | Italia (bandiera)    | D     | Salvatore Ferraro             |
|    | Italia (bandiera)    | D     | Matteo Legittimo              |
|    | Croazia (bandiera)   | D     | Josip Elez                    |
|    | Italia (bandiera)    | D     | Davide Varricchio             |
|    | Italia (bandiera)    | D     | Salvatore Monaco              |
|    | Italia (bandiera)    | D     | Alessandro Albertini          |
|    | Italia (bandiera)    | D     | Andrea Callegari              |
|    | Argentina (bandiera) | D     | Santiago Morero               |
|    | Italia (bandiera)    | D     | Tommaso Del Nero              |
|    | Italia (bandiera)    | D     | Andrea Boron                  |
|    | Italia (bandiera)    | D     | Emiliano Ilari                |
|    | Italia (bandiera)    | D     | Filippo Cipriani              |
|    | Italia (bandiera)    | D     | Lorenzo Burzigotti            |
|    | Italia (bandiera)    | D     | Alessio Mariotti              |
|    | Italia (bandiera)    | D     | Leonardo Longo                |
|    | Italia (bandiera)    | C     | Simone Della Latta            |
|    | Danimarca (bandiera) | C     | Ayo Simon Okosun              |

| N. |                     | Ruolo | Calciatore           |
| -- | ------------------- | ----- | -------------------- |
|    | Ghana (bandiera)    | C     | Yaw Asante           |
|    | Italia (bandiera)   | C     | Gianmarco De Feo     |
|    | Brasile (bandiera)  | C     | Lucas Finazzi        |
|    | Italia (bandiera)   | C     | Andrea Amorfini      |
|    | Italia (bandiera)   | C     | Alessandro Volpe     |
|    | Italia (bandiera)   | C     | Gino Bernardini      |
|    | Italia (bandiera)   | C     | Luca Verna           |
|    | Italia (bandiera)   | C     | Tommaso Adami        |
|    | Italia (bandiera)   | C     | Emiliano Massimo     |
|    | Italia (bandiera)   | C     | Nicola Prati         |
|    | Italia (bandiera)   | C     | Filippo Serdino      |
|    | Italia (bandiera)   | C     | Michele Romani       |
|    | Romania (bandiera)  | C     | Daniel Onescu        |
|    | Germania (bandiera) | A     | Salvatore Gambino    |
|    | Italia (bandiera)   | A     | Marco Giovio         |
|    | Italia (bandiera)   | A     | Emiliano Fratini     |
|    | Italia (bandiera)   | A     | Filippo Boccardi     |
|    | Italia (bandiera)   | A     | Daniele Abbracciante |
|    | Francia (bandiera)  | A     | Mohamed Fofana       |
|    | Italia (bandiera)   | A     | Giuseppe Torromino   |
|    | Austria (bandiera)  | A     | Thomas Pichlmann     |
|    | Italia (bandiera)   | A     | Manuel Masini        |
|    | Paraguay (bandiera) | A     | Richard Lugo         |
|    | Italia (bandiera)   | A     | Alessandro Masia     |
|    | Italia (bandiera)   | A     | Bryan Gioè           |

## Calciomercato

### Sessione estiva(dall'1/7/2013 al 2/9/2013)
| Acquisti | Acquisti             | Acquisti        | Acquisti                   |
| R.       | Nome                 | da              | Modalità                   |
| -------- | -------------------- | --------------- | -------------------------- |
| P        | Michele Mangiapelo   | Frosinone       | prestito                   |
| P        | Alessandro Berardi   | Lazio           | prestito                   |
| D        | Andrea Boron         | Carpi           | prestito                   |
| D        | Josip Elez           | Lazio           | prestito                   |
| D        | Emiliano Ilari       | Lazio           | prestito                   |
| D        | Alessio Mariotti     |                 | svincolato                 |
| D        | Salvatore Monaco     | Taranto         | definitivo                 |
| D        | Lorenzo Burzigotti   |                 | svincolato                 |
| D        | Alessandro Albertini |                 | svincolato                 |
| D        | Davide Varricchio    | Verona          | prestito                   |
| D        | Leonardo Longo       | Inter           | prestito                   |
| C        | Giulio Faenzi        | Viterbese       | fine prestito              |
| C        | Luca Verna           | Lanciano        | prestito                   |
| C        | Yaw Asante           | Cosenza         | fine prestito              |
| C        | Lucas Finazzi        | Chievo          | definitivo                 |
| C        | Emiliano Massimo     | Avellino        | definitivo                 |
| A        | Salvatore Gambino    |                 | svincolato                 |
| A        | Bryan Gioè           | Livorno         | riscatto compartecipazione |
| A        | Daniele Abbracciante | Parma           | definitivo                 |
| A        | Alessandro Masia     | Cagliari        | prestito                   |
| A        | Giuseppe Torromino   | Crotone         | prestito                   |
| A        | Thomas Pichlmann     | Wiener Neustadt | definitivo                 |

| Cessioni | Cessioni            | Cessioni    | Cessioni      |
| R.       | Nome                | a           | Modalità      |
| -------- | ------------------- | ----------- | ------------- |
| P        | Ivan Lanni          |             | svincolato    |
| P        | Roberto Maurantonio |             | svincolato    |
| D        | Massimo Gotti       |             | svincolato    |
| D        | Leonardo Terigi     | Crotone     | fine prestito |
| D        | Lorenzo Burzigotti  | Reggina     | fine prestito |
| D        | Matteo Legittimo    | Parma       | fine prestito |
| C        | Kenneth Obodo       | Alessandria | definitivo    |
| C        | Biagio Pagano       |             | svincolato    |
| C        | Giulio Faenzi       | Viterbese   | definitivo    |
| C        | Leonardo Brenci     | Siena       | fine prestito |
| C        | Marco Perini        | Monza       | definitivo    |
| C        | Matteo Ricci        | Roma        | fine prestito |
| C        | Francesco Mancini   |             | svincolato    |
| C        | Simone Esposito     |             | svincolato    |
| A        | Dario Colombi       |             | svincolato    |
| A        | Francesco Bombagi   | Reggina     | fine prestito |
| A        | Bryan Gioè          | Tuttocuoio  | definitivo    |
| A        | Andrea Ferretti     |             | svincolato    |
| A        | Alessandro Marotta  | Bari        | fine prestito |

### Trasferimenti tra le due sessioni
| Acquisti | Acquisti         | Acquisti | Acquisti   |
| Ruolo    | Nome             | da       | Modalità   |
| -------- | ---------------- | -------- | ---------- |
| D        | Santiago Morero  |          | svincolato |
| C        | Ayo Simon Okosun |          | svincolato |
| A        | Richard Lugo     |          | svincolato |

| Cessioni | Cessioni          | Cessioni  | Cessioni   |
| R.       | Nome              | a         | Modalità   |
| -------- | ----------------- | --------- | ---------- |
| D        | Filippo Cipriani  | Siena     | definitivo |
| D        | Davide Varricchio | Viterbese | prestito   |

### Sessione invernale(dal 5/1 al 2/2/2015)
| Acquisti | Acquisti           | Acquisti  | Acquisti   |
| Ruolo    | Nome               | da        | Modalità   |
| -------- | ------------------ | --------- | ---------- |
| P        | Paolo Baiocco      | Matera    | definitivo |
| D        | Matteo Legittimo   | Parma     | prestito   |
| D        | Salvatore Ferraro  |           | svincolato |
| D        | Daniele Paparusso  | Pontedera | prestito   |
| C        | Gianmarco De Feo   | Lanciano  | prestito   |
| C        | Alessandro Volpe   |           | svincolato |
| C        | Simone Della Latta |           | svincolato |
| A        | Mohamed Fofana     | Lanciano  | prestito   |

| Cessioni | Cessioni             | Cessioni | Cessioni      |
| Ruolo    | Nome                 | a        | Modalità      |
| -------- | -------------------- | -------- | ------------- |
| P        | Alessandro Berardi   | Lazio    | fine prestito |
| D        | Santiago Morero      |          | svincolato    |
| C        | Lucas Finazzi        | Chievo   | fine prestito |
| C        | Yaw Asante           | Monza    | definitivo    |
| C        | Emiliano Massimo     | Ischia   | definitivo    |
| A        | Daniele Abbracciante | Ischia   | definitivo    |
| A        | Marco Giovio         |          | svincolato    |

## Risultati

### Campionato

#### Girone di andata
| Arbitro: | Capone (Palermo) |

|  |           |             |
|  | Marcatori | 29’ Porcino |

| Arbitro: | Proietti (Terni) |

|                |           |                                      |
| Donnarumma 48’ | Marcatori | 29’ Pichlmann 72’ Elez 90’ Torromino |

| Grosseto 13 settembre 2014, ore 14:30 CEST 3ª giornata | Grosseto                  | 0 – 0 referto | Reggiana | Stadio Carlo Zecchini (978 spett.)\| Arbitro: \| Lacagnina (Caltanissetta) \| |
| Arbitro:                                               | Lacagnina (Caltanissetta) |               |          |                                                                               |

| Carrara 17 settembre 2014, ore 20:45 CEST 4ª giornata | Carrarese          | 0 – 0 referto | Grosseto | Stadio dei Marmi (1.400 spett.)\| Arbitro: \| Prontera (Bologna) \| |
| Arbitro:                                              | Prontera (Bologna) |               |          |                                                                     |

| Arbitro: | De Angeli (Abbiategrasso) |

|            |           |             |
| Morero 74’ | Marcatori | 48’ Di Bari |

| Arbitro: | Dionisi (L'Aquila) |

|                   |           |                        |
| Pichlmann 55’ 58’ | Marcatori | 69’ (rig.) 74’ Docente |

| Arbitro: | Massimi (Termoli) |

|  |           |                               |
|  | Marcatori | 50’ Pichlmann 90+2’ Torromino |

| Arbitro: | Piscopo (Imperia) |

|                             |           |                          |
| Torromino 32’ Pichlmann 73’ | Marcatori | 10’ Ingrosso 80’ Colombo |

| Arbitro: | Martinelli (Roma) |

|              |           |               |
| Misuraca 64’ | Marcatori | 26’ 45’ Verna |

| Arbitro: | Mainardi (Bergamo) |

|                              |           |                              |
| Burzigotti 20’ Formiconi 50’ | Marcatori | 37’ Fioretti 56’ 77’ Finotto |

| Arbitro: | Rossi (Rovigo) |

|                  |           |            |
| Ferretti 22’ 55’ | Marcatori | 81’ Giovio |

| Arbitro: | Rasia (Bassano del Grappa) |

|                                  |           |  |
| Lugo 16’ Torromino 20’ Verna 87’ | Marcatori |  |

| Arbitro: | Formato (Benevento) |

|                                |           |          |
| Della Latta 88’ Luperini 90+2’ | Marcatori | 31’ Lugo |

| Arbitro: | Catona (Reggio Calabria) |

|               |           |  |
| Pichlmann 85’ | Marcatori |  |

| Arbitro: | Amoroso (Paola) |

|              |           |               |
| Altinier 85’ | Marcatori | 77’ Torromino |

| Arbitro: | Dei Giudici (Latina) |

|                         |           |           |
| Monaco 8’ Torromino 13’ | Marcatori | 18’ Sensi |

| Arbitro: | Paolini (Ascoli Piceno) |

|             |           |                 |
| Bocalon 51’ | Marcatori | 90+1’ Torromino |

| Arbitro: | Cifelli (Campobasso) |

|                      |           |                                    |
| Pichlmann 16’ (rig.) | Marcatori | 45’ (rig.) Pacilli 78’ Sandomenico |

| Arbitro: | Andreaini (Forlì) |

|                  |           |           |
| Iannarilli 90+2’ | Marcatori | 88’ Verna |

#### Girone di ritorno
| Arbitro: | Lanza (Nichelino) |

|                                          |           |                           |
| Alessandro 3’ 33’ Bini 66’ Matteassi 90’ | Marcatori | 20’ Pichlmann 54’ Gambino |

| Arbitro: | Tardino (Milano) |

|  |           |              |
|  | Marcatori | 47’ Perrotta |

| Arbitro: | Perotti (Legnano) |

|              |           |  |
| Bruccini 29’ | Marcatori |  |

| Arbitro: | Morreale (Roma) |

|                          |           |                    |
| Torromino 44’ 80’ (rig.) | Marcatori | 65’ (rig.) Cellini |

| Arbitro: | Caso (Verona) |

|  |           |                            |
|  | Marcatori | 26’ Torromino 90+4’ Fofana |

| Arbitro: | Guarino (Caltanissetta) |

|             |           |            |
| Docente 42’ | Marcatori | 67’ Fofana |

| Arbitro: | Dionisi (L'Aquila) |

|                 |           |                |
| Torromino 90+4’ | Marcatori | 84’ Camillucci |

| Arbitro: | Martelli (Brescia) |

|               |           |  |
| Colombini 16’ | Marcatori |  |

| Arbitro: | Colarossi (Roma) |

|  |           |              |
|  | Marcatori | 38’ Floriano |

| Arbitro: | Baldicchi (Città di Castello) |

|                   |           |  |
| Zigoni 80’ (rig.) | Marcatori |  |

| Arbitro: | Balice (Termoli) |

|            |           |          |
| Fofana 26’ | Marcatori | 74’ Cazè |

| Savona 22 marzo 2015, ore 18:00 CET 31ª giornata | Savona           | 0 – 0 referto | Grosseto | Stadio Valerio Bacigalupo (904 spett.)\| Arbitro: \| Rapuano (Rimini) \| |
| Arbitro:                                         | Rapuano (Rimini) |               |          |                                                                          |

| Arbitro: | Valiante (Nocera Inferiore) |

|            |           |  |
| Fofana 73’ | Marcatori |  |

| Arbitro: | Pillitteri (Palermo) |

|                                |           |               |
| De Respinis 27’ Falconieri 71’ | Marcatori | 61’ Pichlmann |

| Arbitro: | Martinelli (Roma 2) |

|                      |           |                |
| Torromino 76’ (rig.) | Marcatori | 90+1’ Altinier |

| Arbitro: | Lacagnina (Caltanissetta) |

|             |           |                      |
| Bationo 52’ | Marcatori | 77’ (rig.) Torromino |

| Arbitro: | Vesprini (Macerata) |

|                      |           |  |
| Torromino 68’ (rig.) | Marcatori |  |

| Arbitro: | Marini (Roma 1) |

|  |           |                      |
|  | Marcatori | 59’ (rig.) Pichlmann |

| Arbitro: | Fiore (Barletta) |

|                                        |           |                                     |
| Torromino 45’ (rig.) De Feo 89’ (rig.) | Marcatori | 15’ D'Anna 57’ Guerri 78’ Vettraino |

### Coppa Italia Lega Pro

#### Fase a gironi (Girone F)
| Arbitro: | Forneau (Roma) |

|  |           |                              |
|  | Marcatori | 63’ 83’ Colombo 89’ Salustri |

| Arbitro: | Catona (Reggio Calabria) |

|                             |           |  |
| Pasqualoni 43’ Scibilia 88’ | Marcatori |  |

## Statistiche

### Statistiche di squadra
Statistiche aggiornate al 9 maggio 2015.
| Competizione          | Punti | In casa | In casa | In casa | In casa | In casa | In casa | In trasferta | In trasferta | In trasferta | In trasferta | In trasferta | In trasferta | Totale | Totale | Totale | Totale | Totale | Totale | DR |
| Competizione          | Punti | G       | V       | N       | P       | Gf      | Gs      | G            | V            | N            | P            | Gf           | Gs           | G      | V      | N      | P      | Gf     | Gs     | DR |
| --------------------- | ----- | ------- | ------- | ------- | ------- | ------- | ------- | ------------ | ------------ | ------------ | ------------ | ------------ | ------------ | ------ | ------ | ------ | ------ | ------ | ------ | -- |
| Campionato            | 46    | 19      | 6       | 7       | 6       | 23      | 21      | 19           | 5            | 7            | 7            | 20           | 20           | 38     | 11     | 14     | 13     | 43     | 41     | +2 |
| Coppa Italia Lega Pro | 0     | 1       | 0       | 0       | 1       | 0       | 3       | 1            | 0            | 0            | 1            | 0            | 2            | 2      | 0      | 0      | 2      | 0      | 5      | -5 |
| Totale                |       | 20      | 6       | 7       | 7       | 23      | 24      | 20           | 5            | 7            | 8            | 20           | 22           | 40     | 11     | 14     | 15     | 43     | 46     | -3 |

### Statistiche dei giocatori
Statistiche aggiornate al 14 marzo 2015.
| Giocatore       | Lega Pro Prima Divisione | Lega Pro Prima Divisione | Lega Pro Prima Divisione | Lega Pro Prima Divisione | Coppa Italia Lega Pro | Coppa Italia Lega Pro | Coppa Italia Lega Pro | Coppa Italia Lega Pro | Totale   | Totale | Totale      | Totale     |
| Giocatore       | Presenze                 | Reti                     | Ammonizioni              | Espulsioni               | Presenze              | Reti                  | Ammonizioni           | Espulsioni            | Presenze | Reti   | Ammonizioni | Espulsioni |
| --------------- | ------------------------ | ------------------------ | ------------------------ | ------------------------ | --------------------- | --------------------- | --------------------- | --------------------- | -------- | ------ | ----------- | ---------- |
| D. Abbracciante | 0                        | 0                        | 0                        | 0                        | -                     | -                     | -                     | -                     | 0        | 0      | 0           | 0          |
| T. Adami        | 0                        | 0                        | 0                        | 0                        | 1                     | 0                     | 0                     | 0                     | 1        | 0      | 0           | 0          |
| A. Albertini    | 12                       | 0                        | 1                        | 0                        | -                     | -                     | -                     | -                     | 12       | 0      | 1           | 0          |
| A. Amorfini     | 0                        | 0                        | 0                        | 0                        | 2                     | 0                     | 0                     | 0                     | 2        | 0      | 0           | 0          |
| Y. Asante       | 0                        | 0                        | 0                        | 0                        | 2                     | 0                     | 0                     | 0                     | 2        | 0      | 0           | 0          |
| P. Baiocco      | 10                       | -12                      | 1                        | 0                        | -                     | -                     | -                     | -                     | 10       | -12    | 1           | 0          |
| A. Berardi      | 3                        | -4                       | 1                        | 0                        | -                     | -                     | -                     | -                     | 3        | -4     | 1           | 0          |
| G. Bernardini   | 1                        | 0                        | 1                        | 0                        | 1                     | 0                     | 0                     | 0                     | 2        | 0      | 1           | 0          |
| D. Biraschi     | 3                        | 0                        | 1                        | 0                        | 1                     | 0                     | 0                     | 0                     | 4        | 0      | 1           | 0          |
| F. Boccardi     | 6                        | 0                        | 0                        | 0                        | 2                     | 0                     | 0                     | 0                     | 8        | 0      | 0           | 0          |
| A. Boron        | 21                       | 0                        | 7                        | 0                        | -                     | -                     | -                     | -                     | 21       | 0      | 7           | 0          |
| L. Burzigotti   | 17                       | 1                        | 2                        | 2                        | -                     | -                     | -                     | -                     | 17       | 1      | 2           | 2          |
| A. Callegari    | 0                        | 0                        | 0                        | 0                        | 2                     | 0                     | 1                     | 0                     | 2        | 0      | 1           | 0          |
| F. Cipriani     | 0                        | 0                        | 0                        | 0                        | 1                     | 0                     | 0                     | 1                     | 1        | 0      | 0           | 1          |
| G. De Feo       | 4                        | 0                        | 0                        | 0                        | -                     | -                     | -                     | -                     | 4        | 0      | 0           | 0          |
| S. Della Latta  | 7                        | 0                        | 1                        | 0                        | -                     | -                     | -                     | -                     | 7        | 0      | 1           | 0          |
| T. Del Nero     | 0                        | 0                        | 0                        | 0                        | 1                     | 0                     | 0                     | 0                     | 1        | 0      | 0           | 0          |
| J. Elez         | 15                       | 1                        | 3                        | 0                        | -                     | -                     | -                     | -                     | 15       | 1      | 3           | 0          |
| S. Ferraro      | 5                        | 0                        | 0                        | 1                        | -                     | -                     | -                     | -                     | 5        | 0      | 0           | 1          |
| L. Finazzi      | 13                       | 0                        | 0                        | 0                        | -                     | -                     | -                     | -                     | 13       | 0      | 0           | 0          |
| M. Fofana       | 7                        | 2                        | 3                        | 0                        | -                     | -                     | -                     | -                     | 7        | 2      | 3           | 0          |
| G. Formiconi    | 22                       | 1                        | 9                        | 1                        | 1                     | 0                     | 0                     | 0                     | 23       | 1      | 9           | 1          |
| E. Fratini      | 0                        | 0                        | 0                        | 0                        | 2                     | 0                     | 1                     | 0                     | 2        | 0      | 1           | 0          |
| S. Gambino      | 17                       | 1                        | 1                        | 0                        | 0                     | 0                     | 0                     | 0                     | 17       | 1      | 1           | 0          |
| B. Gioè         | 0                        | 0                        | 0                        | 0                        | 2                     | 0                     | 0                     | 0                     | 2        | 0      | 0           | 0          |
| M. Giovio       | 8                        | 1                        | 1                        | 0                        | 1                     | 0                     | 0                     | 0                     | 9        | 1      | 1           | 0          |
| D. Grossi       | 0                        | -0                       | 0                        | 0                        | 0                     | -0                    | 0                     | 0                     | 0        | -0     | 0           | 0          |
| E. Ilari        | 1                        | 0                        | 0                        | 0                        | 0                     | 0                     | 0                     | 0                     | 1        | 0      | 0           | 0          |
| M. Legittimo    | 11                       | 0                        | 1                        | 0                        | -                     | -                     | -                     | -                     | 11       | 0      | 1           | 0          |
| L. Longo        | 3                        | 0                        | 0                        | 0                        | -                     | -                     | -                     | -                     | 3        | 0      | 0           | 0          |
| R. Lugo         | 17                       | 2                        | 3                        | 0                        | -                     | -                     | -                     | -                     | 17       | 2      | 3           | 0          |
| M. Mangiapelo   | 16                       | -17                      | 3                        | 0                        | -                     | -                     | -                     | -                     | 16       | -17    | 3           | 0          |
| A. Mariotti     | 16                       | 0                        | 2                        | 0                        | -                     | -                     | -                     | -                     | 16       | 0      | 2           | 0          |
| A. Masia        | 5                        | 0                        | 0                        | 0                        | -                     | -                     | -                     | -                     | 5        | 0      | 0           | 0          |
| M. Masini       | 0                        | 0                        | 0                        | 0                        | 1                     | 0                     | 0                     | 0                     | 1        | 0      | 0           | 0          |
| E. Massimo      | 4                        | 0                        | 1                        | 0                        | 1                     | 0                     | 1                     | 0                     | 5        | 0      | 2           | 0          |
| S. Monaco       | 15                       | 1                        | 5                        | 0                        | -                     | -                     | -                     | -                     | 15       | 1      | 5           | 0          |
| S. Morero       | 15                       | 1                        | 9                        | 1                        | -                     | -                     | -                     | -                     | 15       | 1      | 9           | 1          |
| A. S. Okosun    | 9                        | 0                        | 3                        | 0                        | -                     | -                     | -                     | -                     | 9        | 0      | 3           | 0          |
| D. Onescu       | 13                       | 0                        | 5                        | 0                        | 2                     | 0                     | 0                     | 0                     | 15       | 0      | 5           | 0          |
| D. Paparusso    | 9                        | 0                        | 1                        | 0                        | -                     | -                     | -                     | -                     | 9        | 0      | 1           | 0          |
| T. Pichlmann    | 25                       | 8                        | 0                        | 1                        | -                     | -                     | -                     | -                     | 25       | 8      | 0           | 1          |
| R. Pini         | 0                        | -0                       | 0                        | 0                        | 2                     | -5                    | 0                     | 0                     | 2        | -5     | 0           | 0          |
| N. Prati        | 0                        | 0                        | 0                        | 0                        | 2                     | 0                     | 0                     | 0                     | 2        | 0      | 0           | 0          |
| G. Romani       | 0                        | 0                        | 0                        | 0                        | 1                     | 0                     | 0                     | 0                     | 1        | 0      | 0           | 0          |
| F. Serdino      | 0                        | 0                        | 0                        | 0                        | 0                     | 0                     | 0                     | 0                     | 0        | 0      | 0           | 0          |
| G. Torromino    | 26                       | 11                       | 5                        | 0                        | -                     | -                     | -                     | -                     | 26       | 11     | 5           | 0          |
| D. Varricchio   | 6                        | 0                        | 2                        | 0                        | -                     | -                     | -                     | -                     | 6        | 0      | 2           | 0          |
| L. Verna        | 27                       | 4                        | 3                        | 0                        | -                     | -                     | -                     | -                     | 27       | 4      | 3           | 0          |
| A. Volpe        | 9                        | 0                        | 1                        | 0                        | -                     | -                     | -                     | -                     | 9        | 0      | 1           | 0          |